# Wegenast Róbert
Wegenast Róbert (Budapest, 1930. május 6. – 2019. november 22.) magyar díszlettervező és festőművész.

## Életpályája
1949-1954 között az Iparművészeti Főiskola grafika, majd színpadművészeti szakos hallgatója volt, ahol Oláh Gusztáv és Miháltz Pál oktatta. 1954-1955 között a Magyar Néphadsereg Színháza ösztöndíjasa volt. 1955-1957 között az egri Gárdonyi Géza Színház díszlettervezője volt. 1958-1961 között a kaposvári Csiky Gergely Színházban volt díszlettervező. 1961-1964 között a Miskolci Nemzeti Színház díszleteit tervezte meg. 1964-1971 között a József Attila Színházban tervezett díszletet. 1971-1990 között a Magyar Televízió díszlettervezője volt. 1990-ben nyugdíjba vonult. 1993-1999 között a Játék határok nélkül című vetélkedő-sorozat díszlettervezője volt.

## Színházi díszletei
A Színházi adattárban regisztrált bemutatóinak száma: 251.
| - Katona József: Bánk bán (1952) - Molière: Don Juan (1954) - Dihovicsnij: Nászutazás (1955) - Vörösmarty Mihály: Csongor és Tünde (1956, 1972) - Kálmán Imre: Csárdáskirálynő (1957) - Horváth Jenő: Tavaszi keringő (1958) - Corneille: Cid (1959) - Szűcs György: Elveszem a feleségem (1960) - Molière: A nők iskolája (1961) - Müller Péter: Két marék aprópénz (1962) - Sipkay Barna: A világ peremén (1963) - Szomory Dezső: II. József (1964) - Jacobi Viktor: Leányvásár (1965) - Giraudoux: Párizs bolondja (1966) - Hubay Miklós: Római karnevál (1967) - Christie: Gyilkosság a paplakban (1968) - Behár György: Éjjeli randevú (1969) | - O'Neill: Amerikai Elektra (1970) - Tabi László: Karikacsapás (1971) - Szirmai Albert: Mézeskalács (1972) - Jacobi Viktor: Sybill (1973) - Shaw: Szent Johanna (1974) - Sármándi Pál: Szervusz, Peti (1975) - Jókai Mór: Az aranyember (1976) - Bencsik Imre: Kölcsönlakás (1977) - Molière: Tudós nők (1978) - Labiche: Florentin kalap (1979) - Marsak: A bűvös erdő (1980) - Csurka István: LSD (1981) - Kosztolányi Dezső: Néró, a véres költő (1985) - Lehár Ferenc: A mosoly országa (1986) - Barillet-Grédy: A kaktusz virága (1987) - Scribe: Egy pohár víz (1989) - Patrick: Teaház az augusztusi holdhoz (1990) - Schiller: Don Carlos (1996) |

## Filmjei
- Zenés TV Színház (1974-1977)
- Dunakanyar (1974)
- A peleskei nótárius (1975)
- Földünk és vidéke (1977)
- Naftalin (1978)
- Faustus (1980)
- Horváték (1981)

## Festményei
| - Az ártatlanság kora (1951) - Akttanulmány (1951) - Szakállas férfi (1951) - Önarckép (1951) - Főtér (1951) - Az Ős-Duna (1951) - MXZ7 (1951) - Tengerpart (1951) - A varázsló (1957) - Május 1. (1957) - Önarckép '62 (1962) - Élet és halál jelképei I-VI. (1968) - Az ősz (1971) - Dunai táj (1972) - A végső évszak (1972) - Az éretlen mák (1972) - Akt kék gyűrűvel (1973) - Kettős akt (1973) - A hiúság vására (1974) - A mák (1975) - Önarckép (1976) - A körző (1976) - Akt először (1978) - A szépművészet romjai (1980) - Önarckép (1988) - Álom (1989) - Szent György (1989) - Az aktfestők társasága (1989) - Portré (1990) - A költő és múzsája (1992) - Mab királynő (1993) - A tükör (1993) - Tükrözés (1994) - Madonna (1995) - A tenger (1997) - Kettős én (1997) - Húsvét (1998) - A túlsó part (1998) | - Az utolsó vacsora (1999) - Pünkösd (2000) - A szél (2001) - Sivatagi lovak (2001) - A gyöngy (2002) - Nimfa (2003, 2007) - A pacsirta (2005) - A tánc (2005) - A nyugati szél (2006) - Ébredés (2006) - Együtt (2007) - Csábítás (2008) - Az angyali üdvözlet (2008) - Fürdőző (2008) - Fényhozó (2008) - Almácska (2008) - A kékhajú lány (2008) - Földi és égi szerelem (2009) - Alkonyat (2009) - A felhő (2009) - A patak (2009) - A tánc (2010) - Az érdi török (2010) - Az ács fia (2010) - A tavasz (2010) - Büszkeség (2010) - Nana (2010) - A krajcár (2010) - A Grál (2010) - Az ember fia (2010) |

## Könyvei
- A kis színpad technikája (1957)
- Via dolorosa (versek, 2005)

## Díjai, kitüntetései
- Miskolci Színházi Fesztivál Szcenikai díj (1963)
- MTV Drámai nívódíj (1985)
- Érd város művészeti díja (2005)
- A Magyar Érdemrend tisztikeresztje (2010)